# Societat Catalana de Física
La Societat Catalana de Física és una filial de l'Institut d'Estudis Catalans creada, el 1987, a conseqüència de la divisió de la Societat Catalana de Ciències Físiques, Químiques i Matemàtiques en quatre societats.
Fruit d'aquesta divisió de la Societat Catalana de Ciències Físiques, Químiques i Matemàtiques, a més de la Societat Catalana de Física, sorgiren també la Societat Catalana de Tecnologia, la Societat Catalana de Matemàtiques i la Societat Catalana de Química, totes elles es convertiren en quatre societats filials de l'IEC.